# Deus ex machina
Deus ex machina (în limba latină) semnifica inițial coborârea pe scenă a actorilor ce interpretau zei, cu ajutorul unei macarale, în timpul tragediilor antice grecești. În teatrul lui Euripide exista un personaj care rostea prologul (de regulă o zeitate), expunând acțiunea anterioară, uneori un rezumat al piesei, conferind credibilitate și dezambiguizând firul acțiunii. Tot zeii erau cei care anunțau, la sfârșitul piesei, viitorul personajelor (vezi Friedrich Nietzsche - Nașterea tragediei din spiritul muzicii). Ulterior, la Roma, expresia și-a lărgit sensul și a început să desemneze orice rezolvare bruscă a unui conflict, prin intervenția proniei divine. În prezent expresia este folosită cu acest sens mai larg.